# Vinski Vrh, Ormož
Vinski Vrh je naselje v Občini Ormož.